# Siège de Carthagène des Indes (1815)
Pour les articles homonymes, voir Bataille de Carthagène.
Guerre d'indépendance de la Colombie
Batailles
m
Première république (1810-1815)
- Bajo Palacé
- Magdalena
- Admirable
- Guerre Civile
- Nariño dans le Sud
- Río Palo
- Tolú

Reconquête espagnole (1815-1819)
- Carthagène des Indes
- Cachirí
- Cuchilla del Tambo
- La Plata
- Régime de terreur

Campagne libératrice (1819)
- Paya
- Passage des Andes
- Corrales
- Gámeza
- Pantano de Vargas
- Boyacá

Grande Colombie (1819-1824)
- Campagne fluviale et navale
- Campagne de Pasto

Le siège de Carthagène de 1815, fut l'un des nombreux blocus et assauts navals et terrestres que Carthagène des Indes a dû subir au cours de son histoire. Il s'agit d'un évènement de l'histoire de la Colombie, qui fait également partie des guerres d'indépendance en Amérique du Sud. L'historiographie colombienne récente le considère comme l'une des gestes les plus essentielles de l'histoire du pays. 
Trois mois durant, d'août à décembre 1815, les Carthaginois soutinrent le siège le plus coûteux de leur histoire. Entre 6 300 et 7 000 habitants (presque un tiers de la population d'alors) moururent pendant la bataille, surtout de faim et d'inanition. Après la prise de Carthagène, neuf meneurs patriotes furent condamnés à mort, et un nombre encore inconnu d'habitants de la ville périt au cours des représailles royalistes. Cette période, connue en Colombie comme le Régime de la terreur, fut marquée notamment par la déclaration des caudillos patriotes d'une Guerre à mort aux Espagnols dès janvier 1813, avant l'arrivée de l'Expédition pacificatrice de Morillo qui assiégea Carthagène.
Pablo Morillo avait été chargé par le roi Ferdinand VII de reconquérir les colonies espagnoles de Nouvelle-Grenade et du Venezuela, qui avaient profité de l'invasion napoléonienne du Royaume d'Espagne pour s'émanciper. Il s'agit d'un conflit brutal et sanglant conditionné par la Guerre à mort des patriotes et la Reconquête espagnole dans les territoires des Provinces Unies de Nouvelle-Grenade.
L'Hymne national de la Colombie dédie une de ses strophes à cette geste libertaire (qui se répèterait plusieurs années plus tard, en 1821, cette fois-là dans le sens contraire, au cours de l'assaut patriote sur la ville) :

IV
A orillas del Caribe hambriento un pueblo lucha
horrores prefiriendo a pérfida salud.
Oh, sí! De Cartagena la abnegación es mucha,
y escombros de la muerte desprecian su virtud.

("Sur les rives des Caraïbes lutte un peuple affamé
préférant l'horreur à une perfide santé.
Oh, oui! L'abnégation de Carthagène est grande,
et les gravats de la mort méprisent sa vertu.")

En Haïti, Simón Bolívar, après avoir renoncé au commandement des forces patriotiques, abandonne Carthagène et s'embarque sur le brigantin anglais Discovery à destination de la Jamaïque. Lorsqu'il apprit les maux du peuple carthaginois, avec un geste d'admiration, il appela Carthagène "Ciudad Heroica", la "Ville Héroïque", surnom qu'elle porte encore aujourd'hui.

## Voir également
- Guerres d'indépendance en Amérique du Sud
- Pablo Morillo
- Guerre d'indépendance du Venezuela
- Guerre à mort